# Показатели жизненно важных функций
Показатели жизненно важных функций — характеристики, по которым можно судить о состоянии жизненно важных систем и (или) функций организма.

## В медицине
К главным показателям жизненно важных функций относятся:
1. Температура тела
2. Частота сердечных сокращений или пульс
3. Частота дыхания
4. Артериальное давление

Для установления этих показателей необходимы: термометр, сфигмоманометр и часы. Наличие дыхания в случае его сильного ослабления можно установить по образованию конденсата на поднесённом ко рту пациента зеркальце. Слабый, непрощупываемый руками пульс можно установить при помощи стетоскопа.
Дополнительными способами установить признаки жизни являются:
- Способность чувствовать боль, в том числе эмоциональную.[1]

Некоторыми специалистами отмечается что боль — субъективный синдром, а не объективный признак, и поэтому не может являться предметом классификации.
- Пульсовая оксиметрия

Оптический метод измерения насыщения крови кислородом.
- Спирометрия

Измерение жизненной ёмкости лёгких.
- Способность регулировать экскреторные функции (мочеиспускание и дефекацию)[3]
- Измерение уровня глюкозы в крови[4]

| Возраст       | Вдохов в мин. | Пульс   | Кровяное давление (систолическое) |
| ------------- | ------------- | ------- | --------------------------------- |
| Новорождённый | 30—60         | 100—160 | 50—70                             |
| 1-6 нед.      | 30—60         | 100—160 | 70—95                             |
| 6 мес.        | 25—40         | 90—120  | 80—100                            |
| 1 год         | 20—40         | 90—120  | 80—100                            |
| 3 года        | 20—30         | 80—120  | 80—100                            |
| 6 лет         | 12—25         | 70—110  | 80—100                            |
| 10 лет        | 12—20         | 60—90   | 90—120                            |